# حماية البيئة الخضراء الزاهية
حماية البيئة الخضراء الزاهية، وهي أيديولوجية قائمة على الاعتقاد بأن التقارب بين التغيير التكنولوجي والابتكار الاجتماعي يوفر المسار الأكثر نجاحًا للتنمية المستدامة.

## أصل وتطور التفكير الأخضر الزاهي
يشير مصطلح الأخضر الزاهي، الذي صاغه الكاتب أليكس ستيفن في عام 2003، إلى الجناح الجديد سريع النمو المتعلق بحماية البيئة، والذي يختلف عن الأشكال التقليدية. تهدف حماية البيئة الخضراء الزاهية إلى توفير الرخاء بطريقة مُستدامة بيئيًا من خلال استخدام التقنيات الجديدة والتصميم المحسن.

يدعم مناصرو البيئة الطاقة الخضراء والسيارات الكهربائية وأنظمة التصنيع الفعالة والتقنيات الحيوية والنانوية والحوسبة في كل مكان والمستوطنات الحضرية الكثيفة ودورات حياة المواد ذات الحلقة المغلقة وتصميمات المنتجات المستدامة، ويدافعون عنها. تُعد عبارة الحياة على كوكب واحد شائعة الاستخدام، وينصب تركيز مناصرو البيئة الرئيسي على فكرة أنه يمكن تحسين جودة الحياة بالفعل حتى في الوقت الذي تتقلص فيه الآثار البيئية، من خلال خلق مزيج من المجتمعات المبنية جيدًا والتقنيات الجديدة وممارسات المعيشة المستدامة.
سنرى في منتصف القرن تقريبًا أن عدد سكان العالم قد وصل إلى ذروته بما يقارب 9 مليارات شخص، إذ سيرغب الجميع العيش بقدر معقول من الازدهار، وسيريد الكثير منهم، على الأقل، أسلوب حياة أوروبي. سوف يرون الهروب من الفقر حقًا غير قابل للتفاوض، ولكن تحقيق هذا الرخاء بمستويات الكفاءة الحالية واستخدام الموارد لدينا سيدمر الكوكب عدة مرات. نحن بحاجة إلى ابتكار نموذج جديد للازدهار، نموذج يتيح للمليارات التمتع بالراحة والأمن، بالإضافة إلى الفرص التي يريدونها، والتي تصل إلى مستوى تأثير لا يمكن أن يتحمله الكوكب. لا يمكننا القيام بذلك دون احتضان التكنولوجيا والتصميم الأفضل.
استُخدم مصطلح «الأخضر الزاهي» بتواتر متزايد بسبب نشر هذه الأفكار عبر الإنترنت والتغطية الإعلامية.

## مجموعات الأخضر الداكن والفاتح والزاهي
يصف أليكس ستيفن أنصار البيئة المعاصرين على أنهم منقسمون إلى ثلاث مجموعات، اتباع الأخضر الداكن والفاتح والزاهي.
يرى أتباع مجموعة الأخضر الفاتح حماية البيئة مسؤولية شخصية أولًا وقبل كل شيء. يتموضع هؤلاء الأتباع في نهاية الطرف الناشط التحويلي وفق تدرجات طيف الأخضر، لكن مجموعة الأخضر الفاتح لا تؤكد على البيئة بصفتها أيديولوجية سياسية متميزة، أو حتى تسعى إلى الإصلاح السياسي الأساسي. بدلًا من ذلك، غالبًا ما يركزون على حماية البيئة بصفتها أُسلوبًا للعيش. يلخص شعار «الأخضر هو الأسود الجديد» طريقة التفكير هذه بالنسبة للكثيرين. يختلف هذا المصطلح عن مصطلح الأخضر الفاتح، الذي يستخدمه بعض دعاة حماية البيئة لوصف المنتجات أو الممارسات التي يعتقدون أنها ظاهرة الغسل الأخضر.